# Idaea troglodytaria
Idaea troglodytaria is een vlinder uit de familie spanners (Geometridae). De wetenschappelijke naam is voor het eerst geldig gepubliceerd in 1851 door Heydenreich.
De soort komt voor in Europa.